# ويليام غيلبرت (مزارع الكروم)
ويليام غيلبرت (بالإنجليزية: William Gilbert)‏ هو مزارع الكروم أسترالي، ولد في 12 أكتوبر 1850، وتوفي في 29 مارس 1923 في Pewsey Vale, South Australia ‏ في أستراليا.